# Pineda de la Sierra
Pineda de la Sierra è un comune spagnolo di 103 abitanti situato nella comunità autonoma di Castiglia e León.